# 帕尔蒂内洛
帕尔蒂内洛（法語：Partinello，法語發音：[paʁtinɛlo]）是法国南科西嘉省的一个市镇，属于阿雅克肖区。

## 地理
帕尔蒂内洛（42°18'43"N, 8°40'57"E）面积18.66 平方千米，位于法国南科西嘉省，该省份位于科西嘉南部，后者为地中海西部的一座岛屿，也是法国的一个单一领土集体，位于法国大陆部分的东南面，意大利半島的西面，最临近的地块是撒丁岛。
与帕尔蒂内洛接壤的市镇（或旧市镇、城区）包括：塞列拉、奥萨尼、加莱里亚。

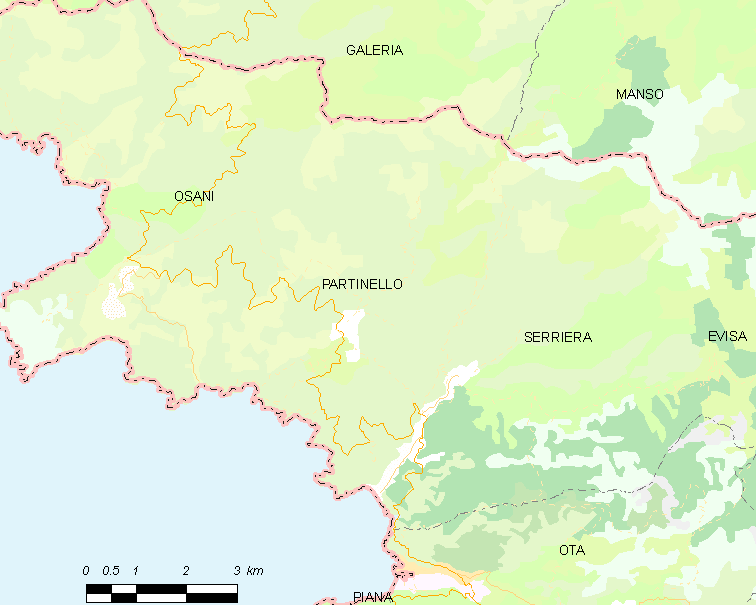
帕尔蒂内洛的OSM定位图

帕尔蒂内洛的时区为UTC+01:00、UTC+02:00（夏令时）。

## 行政
帕尔蒂内洛的邮政编码为20147，INSEE市镇编码为2A203。

## 政治
帕尔蒂内洛所属的省级选区为塞维-索鲁-奇纳尔卡县。

## 人口

1962-2008年间帕尔蒂内洛人口变化图示

帕尔蒂内洛于2022年1月1日时的人口数量为96人。